# Hoplerythrinus
Hoplerythrinus is een geslacht van straalvinnige vissen uit de familie van de forelzalmen (Erythrinidae).

## Soorten
- Hoplerythrinus cinereus (Gill, 1858)
- Hoplerythrinus gronovii (Valenciennes, 1847)
- Hoplerythrinus unitaeniatus (Spix & Agassiz, 1829)